# Подмаренник
Подмаре́нник (лат. Gálium) — род однолетних, двулетних и многолетних травянистых растений (изредка полукустарничков) семейства Мареновые, распространённых по всему свету.
Насчитывается более 600 видов, некоторые из которых — лекарственные растения, многие — сорняки.

## Название
Научное название рода имеет греческое происхождение: греч. γάλα (gala) — «молоко». Такое название было дано растению потому, что у поедающих его коров менялось свойство молока: оно становилось красноватым и быстро свёртывалось.
Русское название рода, «подмаренник», объясняется схожестью этого растения с мареной (Rubia) — травянистым растением, которое с древности было известно своими красильными свойствами (название марены происходит от праславянского слова марати — «пачкать», «красить»). Изредка в русскоязычных источниках употребляется форма «га́лиум» — транслитерация научного названия.
В. И. Даль в Толковом словаре приводит и другие местные русские названия подмаренника: подмарь, подмарица, рототник, полумаренник. Подмаренник обладает способностью створаживать молоко, поэтому татары называют его словом йогырт (одного корня с йогурт).

## Ботаническое описание

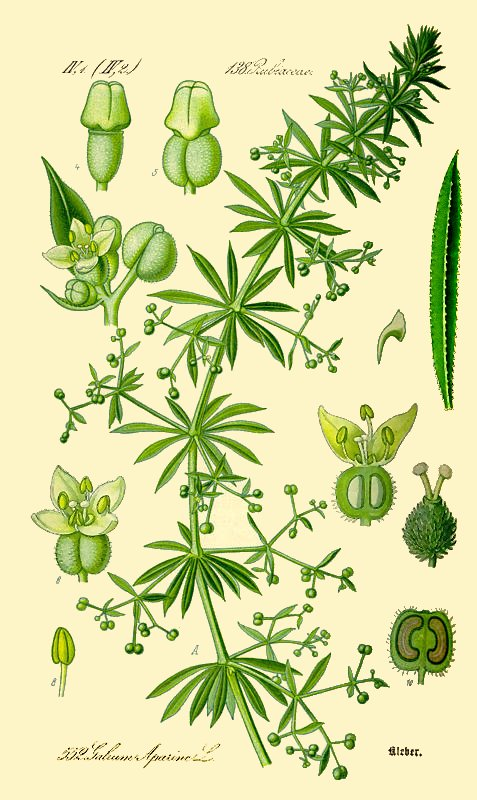
Подмаренник цепкий.

Представители рода — однолетние, двулетние и многолетние травянистые растения.
Корневища обычно тонкие, сильно ветвящиеся. С их помощью многие виды активно размножаются.
Стебли обычно слабые, в большей или меньшей степени стелющиеся, но у некоторых видов крепкие, прямостоячие — например, у подмаренника северного (Galium boreale).
Листья более или менее узкие, зелёные, нередко с зазубренными краями; расположены в мутовках по 4—10. Длина листьев в зависимости от вида — от 1 до 3 см, ширина — от 1 мм до 1 см.
Цветки мелкие, звёздчатые, обоеполые. Венчик четырёхлопастный (изредка — трёхлопастный). Окраска лепестков — белая, жёлтая или розовая. Цветки некоторых видов — например, подмаренника душистого, — обладают очень приятным запахом. Частные соцветия — полузонтики, они могут располагаться в пазухах стеблевых листьев или быть собранными в крупные многоцветковые слабо облиственные соцветия на концах стеблей.

## Распространение и экология
Ареал рода весьма широк и охватывает регионы с умеренным и холодном климатом как в Евразии, так и в Северной Америке. Кроме того, некоторые виды встречаются и в Северной Африке.

## Хозяйственное значение и использование
Некоторые виды подмаренника — лекарственные растения.
В Европе листья подмаренника душистого (Galium odoratum) традиционно добавляли в белое вино при приготовлении так называемого майского вина.
Подмаренник добавляли к закваске для получения душистого сыра. Цветки подмаренника содержат особые вещества, сходные с ферментом реннином, вырабатываемым в желудках телят, и используются для створаживания молока при производстве сыра.
В Глостершире подмаренник настоящий используют для придания цвета глостерширскому сыру. Используется сок свежего растения:172.

### Культивирование
Подмаренник также иногда выращивают как декоративное садовое растение — обычно в качестве фона к растениям с более яркими и крупными цветками; в первую очередь это относится к подмареннику душистому.
Агротехника
Растения любят полутень, предпочитают влажную дренированную почву. Все виды подмаренника — морозостойкие растения.
Размножение — делением (как весной, так и осенью), а также семенами.

## Классификация

### Таксономия
- Galium L., 1753, Sp. Pl. : 105

Род Подмаренник включается в семейство Мареновые (Rubiaceae) порядка Горечавкоцветные (Gentianales), последовательно входящего в более крупные клады Ламииды → Астериды → Суперастериды → Эвдикоты → Цветковые растения. Таксономическая схема в соответствии с Системой APG IV по состоянию на июнь 2024 года:
|  |                          |  |                                   |                                   |                     |  | еще 4 семейства |               |                 |                                                             |
|  |                          |  |                                   |                                   |                     |  |                 |               |                 | 672 подтвержденных вида и 66 видов, ожидающих подтверждения |
|  |                          |  |                                   | порядок Горечавкоцветные          |                     |  |                 |               | род Подмаренник |                                                             |
|  |                          |  |                                   | порядок Горечавкоцветные          |                     |  |                 |               | род Подмаренник |                                                             |
|  | клада Цветковые растения |  |                                   |                                   | семейство Мареновые |  |                 |               |                 |                                                             |
|  | клада Цветковые растения |  |                                   |                                   |                     |  |                 |               |                 |                                                             |
|  |                          |  | ещё 63 порядка цветковых растений | ещё 63 порядка цветковых растений |                     |  |                 | еще 611 родов | еще 611 родов   |                                                             |
|  |                          |  |                                   | ещё 63 порядка цветковых растений |                     |  |                 |               | еще 611 родов   |                                                             |

### Виды
|                                                  |
|                                                  |
| Подмаренник болотный и подмаренник распростёртый |

Ниже приведены некоторые виды подмаренника, встречающиеся в Европе и на территории России:
- Galium aparine L. — Подмаренник цепкий. Европа, а также регионы Азии с умеренным климатом. Однолетнее растение высотой до полутора метров с жёсткими крючками на листьях и стеблях. Цветки белые, мелкие. Иногда ведёт себя как агрессивный сорняк[4].
- Galium album L. — Подмаренник белый.
- Galium boreale L. — Подмаренник северный. Европа, в том числе европейская часть России. Растение с крепкими прямостоячими гладкими стеблями. Цветки белые. Плоды покрыты крючковидными щетинками[5].
- Galium elongatum C. Presl — Подмаренник вытянутый, или Подмаренник удлинённый.
- Galium intermedium C. Presl — Подмаренник промежуточный, или Подмаренник Шультеса.
- Galium odoratum (L.) Scop. — Подмаренник душистый [syn.  Asperula odorata L. — Ясменник душистый]. Евразия. Многолетнее растение высотой до 30 см с собранными в рыхлые кисти мелкими белыми цветками, обладающими приятным запахом[4].
- Galium palustre L. — Подмаренник болотный.
- Galium rubioides L. — Подмаренник мареновидный [syn.  Galium volgense Pobed. — Подмаренник волжский][syn.  Galium physocarpum Ledeb. — Подмаренник вздутоплодный]. Европа, в том числе европейская часть России. Растение с крепкими прямостоячими гладкими стеблями. Цветки белые. Плоды вздутые, голые[5].
- Galium spurium L. — Подмаренник ложный, или Подмаренник сомнительный. Евразия от Португалии до Японии, а также Северная Африка[8]. Однолетнее растение с белыми, жёлтыми или желтовато-зелёными цветками[9].
- Galium tricornutum Dandy — Подмаренник трёхрогий [syn.  Galium tricorne Stokes]. Европа, в том числе европейская часть России, а также Казахстан, Туркменистан, Монголия[10]. Однолетнее растение с белыми цветками[9].
- Galium trifidum L. — Подмаренник трёхраздельный, или Подмаренник трёхнадрезанный.
- Galium triflorum Michx. — Подмаренник трёхцветковый.
- Galium uliginosum  L. — Подмаренник топяной.
- Galium verum L. typus[11] — Подмаренник настоящий, или Подмаренник жёлтый. Евразия и Северная Америка. Многолетнее растение высотой до 30 см с мелкими ярко-жёлтыми цветками, собранными в плотные верхушечные соцветия[4].

|                                                                             |  |  |
| Слева направо: Подмаренник северный, Подмаренник цепкий, Подмаренник мягкий |  |  |

### Синонимы
- Aparinanthus Fourr.
- Aparine Guett.
- Aparinella Fourr.
- Aspera Moench
- Bataprine Nieuwl.
- Chlorostemma Fourr.
- Eyselia Neck.
- Galion St.-Lag.
- Galion Pohl
- Gallium Mill.
- Relbunium (Endl.) Hook.f.
- Trichogalium Fourr.